# Contea di Thomas (Kansas)
La contea di Thomas in inglese Thomas County è una contea dello Stato del Kansas, negli Stati Uniti. La popolazione al censimento del 2000 era di 8 180 abitanti. Il capoluogo di contea è Colby